# لوه ایشن
لوه ایشن از شاهان تمدن ایلام و هشتمین شاه از پادشاهی اوان بود. از نظر تاریخی در حدود ۲۳۰۰ سال قبل از میلاد زندگی می‌کرد. او فرزند هیشی راشینی بود.
همچنین در کتیبه‌های سارگون بزرگ اکدی دیده می‌شود که با فتح تمدن ایلام و مرعشیان لوه ایشن را مغلوب کرد. سارگون در کتیبه‌های خود ادعا می‌کند که او «سارگون، شاه جهان، فاتح ایلام و مرهشی»، دو دولت بزرگ در شرق سومر است. او همچنین از فرمانروایان مختلفی در شرق نام می‌برد که بر آنها پیروز شد، مانند «لوه اوش آن، پسر هیشیبراسینی، پادشاه ایلام» که تصور می‌شود لوه ایشن یا «سیداهو، ژنرال مرهشی» باشد. که بعدها نیز در کتیبه‌ای از ریموش آمده‌است.